# Son of Euro Child
Son of Euro Child je páté sólové studiové album velšského hudebníka Eurose Childse. Vydalo jej v září roku 2009 hudební vydavatelství National Elf Records. Jde o jeho vlastní vydavatelství a toto album je první nahrávkou, které vydalo. Nahráno bylo na různých místech v hrabství Pembrokeshire od léta 2008 do jara 2009.

## Seznam skladeb
Autorem všech skladeb je Euros Childs.
1. „Shithausen“
2. „Gently All Around“
3. „Like This? Then Try This“
4. „How Do You Do?“
5. „Rat-Clock“
6. „Look at My Boots“
7. „1,000 Pictures of You“
8. „Carrboro“
9. „My Baby Joy“
10. „The Dog“
11. „Harp I A II Ar #1“
12. „The Fairy Feller's Master-Stroke“
13. „Harp I A II Ar #2“
14. „Mother / Kitchen“
15. „Son of Shithausen“

## Obsazení
- Euros Childs – zpěv, syntezátory, klavír, kytara, píšťalka, tleskání
- Stephen Black – kytara, saxofon, klarinet, tleskání
- Peter Alan Richardson – bicí, perkuse, varhany